# Ca l'Isidre (Ivorra)
Ca l'Isidre és un edifici al municipi d'Ivorra (la Segarra) inclòs en l'Inventari del Patrimoni Arquitectònic de Catalunya. Es tracta d'un edifici de grans dimensions format per planta baixa, primer pis i golfes, realitzat amb carreus força regulars de mitjanes dimensions, els quals encara conserven restes d'un antic arrebossat superficial.

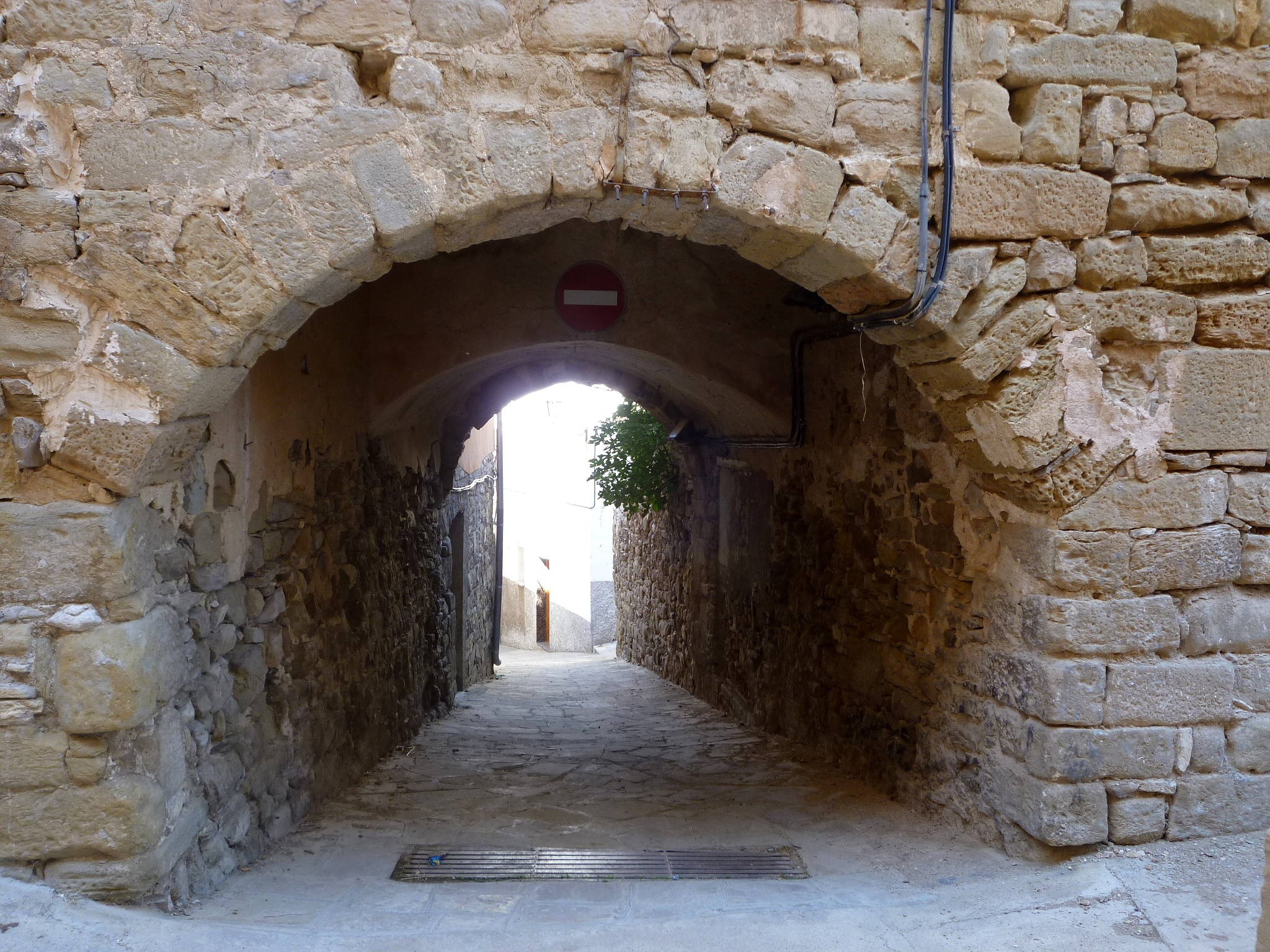
Pas cobert

A la planta baixa hi ha el portal d'ingrés, format per un arc de mig punt adovellat, actualment molt malmès a causa de l'erosió de la pedra, on a la clau de l'arc encara són patents les restes del que hauria pogut ser un escut o signe heràldic, del qual només en queda un relleu sense cap forma concreta. Al costat esquerre hi ha un pas cobert, els murs del qual estan realitzats amb paredat i amb carreus més o menys regulars en algun sector, delimitat per un arc a cada extrem, un rebaixat i l'altre més arrodonit, presentant al seu interior un doble nivell, un de més alt amb un embigat de fusta i un de més baix acabat amb volta.
A la primera planta hi ha dues obertures, una finestra situada damunt del portal d'ingrés de mitjanes dimensions, i un balcó damunt el pas cobert. A les golfes hi han observar algunes obertures de petites dimensions.